# Xenia av Montenegro
Xenia av Montenegro, född 1881, död 1960, var en montenegrinsk prinsessa.

## Biografi
Xenia av Montenegro var dotter till Nikola I av Montenegro och Milena Vukotić. Hon beskrivs som en skönhet och var föremål för en rad spekulationer kring sitt framtida äktenskap med en rad olika kungliga personer. Hon föredrog att inte gifta sig utan fortsätta bo hemma hos sina föräldrar tillsammans med sin yngsta syster Vera, som gjorde samma val. Efter faderns avsättning 1918 följde systrarna sina föräldrar i exil till Frankrike.